# Tsetserleg
Tsetserleg (en mongol: Цэцэрлэг, jardín) es una localidad de Mongolia, capital del aymag de Arhangay. Está situada en las laderas nororientales de las montañas Jangai, 400 km al suroeste de Ulán Bator.

## Historia
Uno de los lugares religiosos de la ciudad es el Templo Galdan Zuu, situado en la Montaña Bulgan (en mongol: Булган уул), fue reconstruido y reabierto en los años 90 cerca de su sitio original, la antigua estructura tenía una estatua de Buda Sakyamuni regalada por el Khan Galdan Boshugtu. Desde la década de 2000, el templo ha recibido varios tipos de estatuas religiosas, entre ellas esculturas de Zuu Sakyamuni realizadas por G. Purevbat, además de la adición de una estatua de Buda creada al estilo de los budistas de la península coreana.

## Demografía
Según censo 2000 tenía  una población de 16.553 habitantes.
La estimación 2010 refiere a 21.091 habitantes.